# 第68特殊戦力旅団 (ブルガリア陸軍)

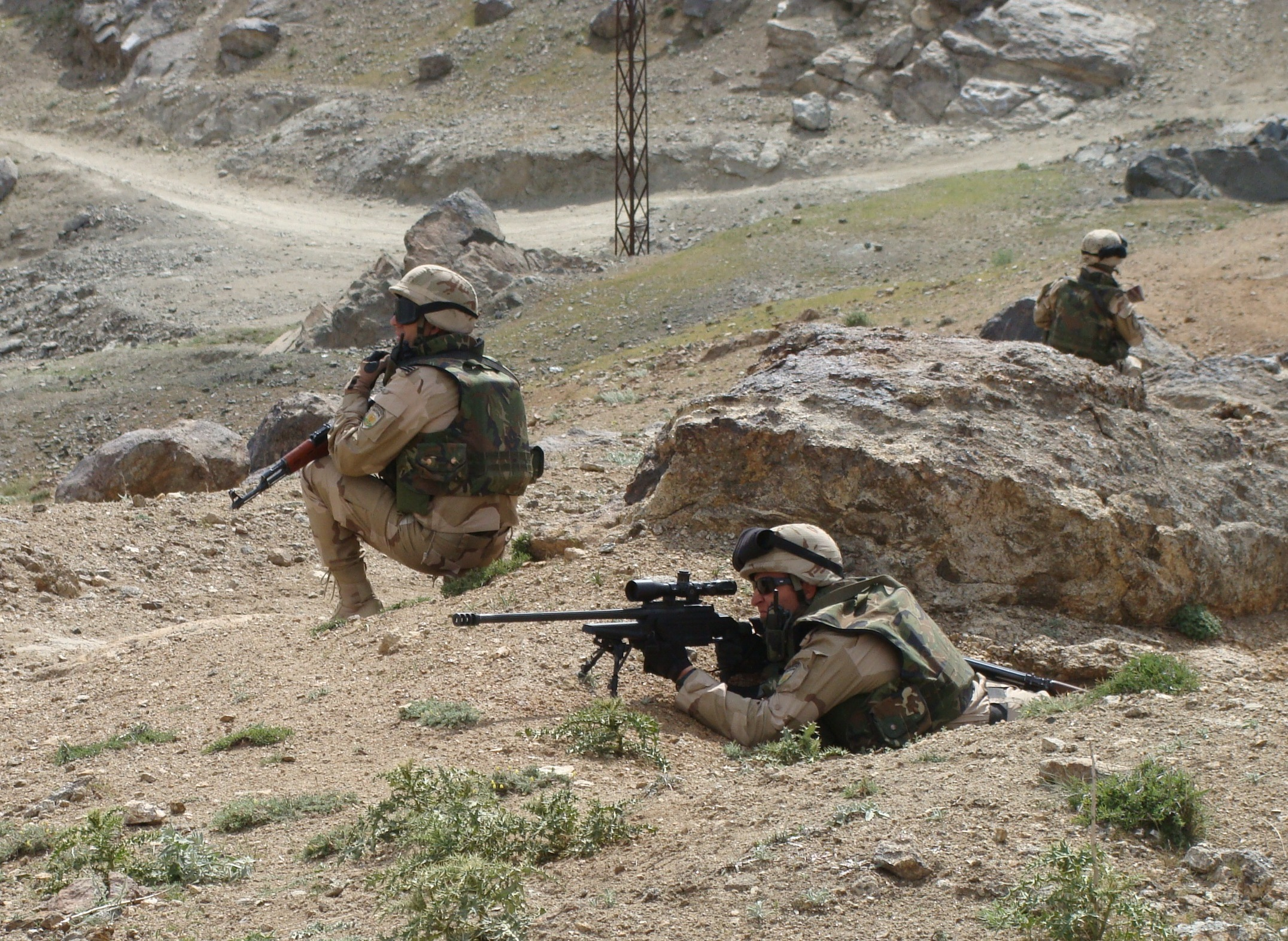
第68特殊戦力旅団の隊員

第68特殊戦力旅団（ブルガリア語:68-ма бригада “Специални сили”）は、ブルガリア陸軍特殊作戦軍司令部に所属する旅団級の特殊部隊。

## 沿革
- 1942年春：パラシュート支隊編成（ブルガリアの特殊部隊の起源）。兵士はドイツで訓練され、空軍の指揮下に入った。ブルガリアがソ連側に移ってからは、ドイツ軍のギリシアからの撤収の阻止に投入された。
- 1964年：プロヴディフとムサチェヴォに、2個パラシュート偵察基地が設立された。
- 1975年：プロヴディフに2ヶ所の基地が統合され、第68パラシュート偵察連隊が編成された。
- 1993年：第68パラシュート偵察旅団に再編され、参謀本部情報局に配属。
- 2001年：第68特殊戦力旅団に改称され、陸軍特殊作戦軍司令部に配属。

## 編制
- 旅団司令部
- 本部中隊
- 通信中隊
- 第1特殊戦力大隊
- 第2特殊戦力大隊
- 第3特殊戦力大隊
- 物資・技術保障中隊
- 教育センター
- 救護所

## 装備
- AKS-47M1
- AR-SF 5.56mm自動小銃
- RPK-74
- PK
- シプカ短機関銃
- ドラグノフ狙撃銃
- マカロフ PM
- ARCUS 98 DA/SA拳銃
- GP-25
- RPG-7
- RPG-22
- DIANA TT双眼夜間暗視ゴーグル
- NSPU多用途夜間暗視照準器

## 歴代旅団長
| 代数  | 在任期間                      | 氏名                                         | 階級 |
| ----- | ----------------------------- | -------------------------------------------- | ---- |
| 第1代 | 1975年9月30日 - 1976年9月30日 | イヴァン・アナスタソフ（Иван Анастасов）     | 大佐 |
| 第2代 | 1976年9月30日 - 1987年        | ツヴェタン・クルステフ（Цветан Кръстев）     | 大佐 |
| 第3代 | 1987年 - 2000年9月1日         | トマ・ダミャノフ（Тома Дамянов）             | 大佐 |
| 第4代 | 2000年9月1日 - 2004年1月7日   | ディミトル・ディミトロフ（Димитър Димитров） | 大佐 |
| 第5代 | 2004年1月7日 -                | プラメン・トルラコフ（Пламен Торлаков）      | 大佐 |